# New York City Football Club
New York City Football Club és un club de futbol professional de la ciutat de Nova York, Estats Units. Va ser fundat el 2013 pel Manchester City i els New York Yankees, els qui conjuntament van pagar $100 milions per incorporar-se com a nova franquícia de la Major League Soccer dels Estats Units a partir de l'any 2015
El 21 de maig de 2013, el New York City FC va ser anunciat com el vintè equip de l'MLS.
A partir del 2015 l'equip juga com a expansió de la lliga i és el segon equip a l'àrea metropolitana de Nova York juntament amb els New York Red Bulls, equip fundador de l'MLS, amb qui va sorgir una nova rivalitat, amb qui disputa el derbi de Nova York, anomenat derbi del riu Hudson.

## Història
L'any 2010 el comissionat de l'MLS, Don Garber, va anunciar públicament la intenció d'incorporar a la lliga un segon equip a la ciutat de Nova York, per a l'any 2013. Al principi es va suggerir la refundació de l'extingit New York Cosmos sota una altra denominació, però els propietaris del mateix s'havien retirat de les negociacions i estaven decidits a reflotar novament el club per competir en la North American Soccer League.
Garber també havia conreat un interès en l'adquisició de la inversió d'un equip important del futbol europeu, a ser propietaris d'una franquícia de futur, i el 2008 es creia que el FC Barcelona de la Primera Divisió d'Espanya realitzaria una oferta per una expansió a Miami, encara que això finalment va fracassar.
No obstant això, l'MLS va mostrar un interès en la Premier League anglesa, especialment en el Manchester City. Encara que al principi només hi havia conjectures, les negociacions van començar al desembre de 2012 quan es va anunciar que el Manchester City va estar a prop de ser anunciat com els nous amos del vintè equip de la Major League Soccer, i la marca "New York City Football Club" havia estat registrada, encara que el club britànic ho va negar ràpidament.
Les aigües es van calmar fins al març de 2013, quan Garber va anunciar que estava gairebé tot llest per donar a conèixer la nova expansió cap a finals del mes de maig, que coincidia amb la gira per la ciutat de Nova York del Manchester City pel final de temporada. El vincle finalment es va concretar, sense negar els rumors per part de l'equip de Manchester.
El 21 de maig de 2013, l'equip va ser anunciat oficialment com la franquícia número 20 de la Major League Soccer.
L'equip va anunciar un acord de la ràdio anglesa amb WFAN el 3 d'octubre de 2013.
El 2 de juny de 2014, el club va anunciar el fitxatge del davanter espanyol David Villa, màxim golejador de la selecció espanyola de futbol, convertint-se en el primer jugador del club.
El 24 de juliol de 2014, la ciutat de Nova York va anunciar en una conferència de premsa en viu a Brooklyn que el màxim golejador de la selecció anglesa i del Chelsea FC Frank Lampard s'uniria a ells a partir de la temporada d'expansió de la MLS 2015 en un contracte de dos anys. El director esportiu Claudio Reyna va definir Lampard com "un dels millors jugadors en la història del món". Lampard va dir que "és un privilegi poder ajudar a fer història aquí a la ciutat de Nova York".
El New York City va seleccionar deu jugadors d'altres equips en el draft realitzat el 10 de desembre de 2014, destacant-se Ned Grabavoy, Patrick Mullins i Jason Hernandez.
En el partit amistós de presentació del New York City FC contra el St. Mirren d'Escòcia, el màxim golejador de la selecció espanyola i capità del club, David Villa, va marcar el primer gol de la història del New York City Football Club. El segon gol en la història del club va ser marcat en el mateix partit, per Tony Taylor, obtenint així la victòria l'equip de Nova York per 2-0.
El segon partit del club seria un altre partit amistós contra l'equip danès Brondby, en el qual acabarien perdent 0-2.
A partir del 2015 l'equip juga com a expansió de la lliga i és el segon equip a l'àrea metropolitana de Nova York juntament amb els New York Red Bulls, equip fundador de l'MLS, amb qui va sorgir una nova rivalitat, amb qui disputa el derbi de Nova York, anomenat derbi del riu Hudson.

## Colors i escut
L'equip va ser anunciat el 2013, gairebé dos anys abans de jugar el seu primer partit oficial l'any 2015, la junta directiva va anunciar la seva intenció de prendre el seu temps en la construcció del club, i en la cerimònia de llançament de l'equip no va revelar els colors de l'equip, l'escut només va ser una imatge amb un cercle blau amb "New York City FC" escrita dins.
Encara que el president del club, el català Ferran Soriano, va posar l'accent en el desig de crear un club amb una identitat pròpia, en lloc de dependre de les marques dels propietaris del Manchester City i dels New York Yankees, la presència en línia que el club manté a través del seu propi lloc web i en diversos llocs web de xarxes socials mantenen un enfocament coherent de la utilització del blau cel del Manchester City i del blau marí dels Yankees de l'MLB, juntament amb el blanc emprat per tots dos clubs.
Després d'haver permès en els dissenys l'especulació dels aficionats per crear interès en el club durant gairebé nou mesos, el 4 de febrer de 2014 es va anunciar que la selecció de l'escut oficial anava a ser imminent, amb la planificació del club per alliberar dos dissenys amb dos estils diferents, que després se sotmetria a votació pública per seleccionar el disseny triat. Mentrestant, la web oficial del New York City FC va anunciar una campanya "Insígnia d'insígnies".
Encara que el 3 de març es va establir originalment com la data de llançament dels dos logotips proposats, la votació es va retardar quan els Yankees van vetar un dels escuts. Les dues opcions, totes dues dissenyades per Rafael Esquer, es van donar a conèixer el 10 de març.
En aquest moment, també es va anunciar l'esquema dels colors oficials del club: color blau marí, blau cel i taronja. El taronja era un homenatge a l'herència holandesa de la ciutat, i és el mateix to que es troba en la bandera de la ciutat. Els afeccionats se'ls va donar tres dies per votar en el disseny final, i el guanyador va ser anunciat el 20 de març.

## Uniforme
- Uniforme titular: Samarreta blava, pantalons blancs, mitges blanques.
- Uniforme alternatiu: Samarreta negra, pantalons negres, mitges negres.

Evolució de l'uniforme titular
| 2015 | 2016 | 2017-2018 |

Evolució de l'uniforme alternatiu
| 2015 | 2016-2017 | 2018-2019 |

## Palmarès
- MLS Cup: 1 (2021)
- MLS Supporters' Shield: 0